# Percy Grant
Sir Edmund Percy Fenwick George Grant (23 settembre 1867 – 8 settembre 1952) è stato un ammiraglio inglese.

## Carriera
Prese parte alla Guerra anglo-egiziana nel 1882 così come nelle Rivolte della marina brasiliana nel 1893. Continuò a servire nella prima guerra mondiale come capitano per il vice ammiraglio Sir Lewis Bayly sulla HMS Marlborough e poi come capitano e Capo di Stato Maggiore dell'Ammiraglio Sir Cecil Burney che era allora comandante in seconda della Grand Fleet. In tale veste partecipò alla battaglia dello Jutland nel 1916.
Dopo la guerra fu nominato Capo della marina australiana. Nel 1921 ha continuato ad essere il Comandante in Capo e consulente in materia di difesa di Billy Hughes. È stato nominato l'ammiraglio Sovrintendente a Portsmouth Dockyard nel 1922 e si ritirò nel 1928.